# Coleção Guilherme Gaensly
A Coleção Guilherme Gaensly é um conjunto de fotografias e outros itens de Guilherme Gaensly. O acervo está sob a guarda do Museu do Ipiranga e registra, principalmente, São Paulo na virada do século XIX para o XX, considerado uma das primeiras leituras visuais da cidade. A coleção é composta por centenas de imagens, inicialmente trazidas para o museu por iniciativa de Hermann von Ihering, em 1911.
Está na coleção a primeira fotografia da Avenida Paulista, Lembrança de São Paulo - Avenida Paulista. As obras de Gaensly que compõem a coleção são muitas vezes disponíveis apenas ou reproduzidas em cartões postais, tendo sido o fotógrafo possivelmente um dos mais publicados nesse tipo de mídia no Brasil.
Sobre a produção da Gaensly, foi dito:
Apesar de nunca ter sido o fotógrafo oficial de São Paulo, como foi Augusto Malta (1864 – 1957) no Rio de Janeiro, Gaensly foi o autor de uma abrangente obra sobre a capital paulista nas primeiras décadas do século XX, o que o coloca nessa posição. Ele e Militão Augusto de Azevedo (1837 – 1905) são considerados os fotógrafos que mais cultuaram São Paulo. Gaensly fotografou a cidade em plena transição para a modernidade, tendo registrado todos os aspectos urbanos da nova metrópole que surgia. Registrou a inauguração dos bondes elétricos que substituíram as carroças, o Jardim da Luz, a agitação do comércio na região do entorno da Praça da Sé, o crescimento da avenida Paulista, além de palacetes, chácaras, edifícios públicos, igrejas, escolas, teatros e hospitais. Essas vistas de São Paulo foram comercializadas em álbuns impressos na Suíça a partir de fotografias em papel albuminado e de colotipias. Fotografou também a chegada de imigrantes italianos em Santos e em São Paulo. Dentre os prêmios que recebeu, está uma medalha de prata conquistada na Exposição Universal de Saint Louis, em 1904.

## Galeria

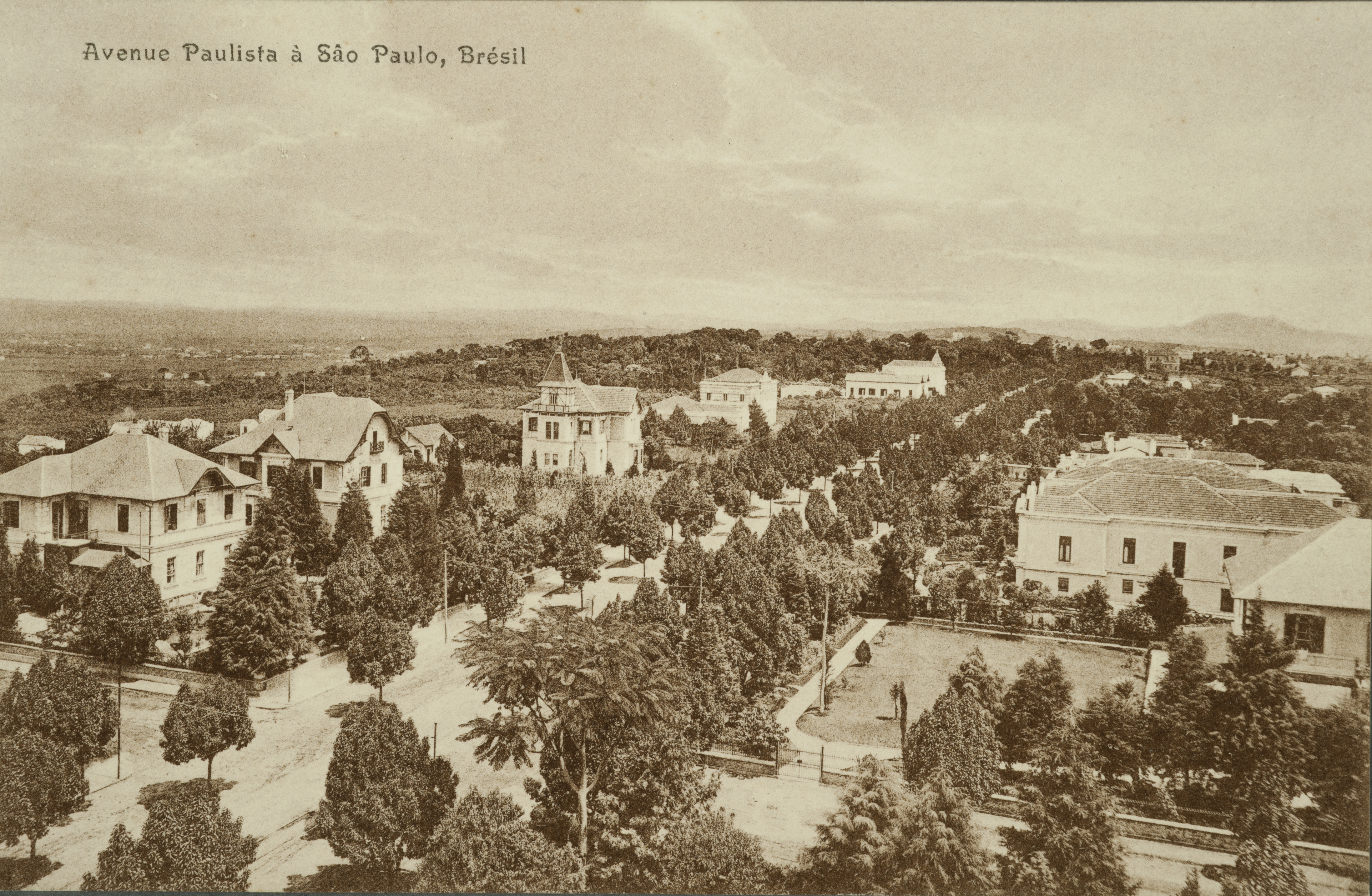
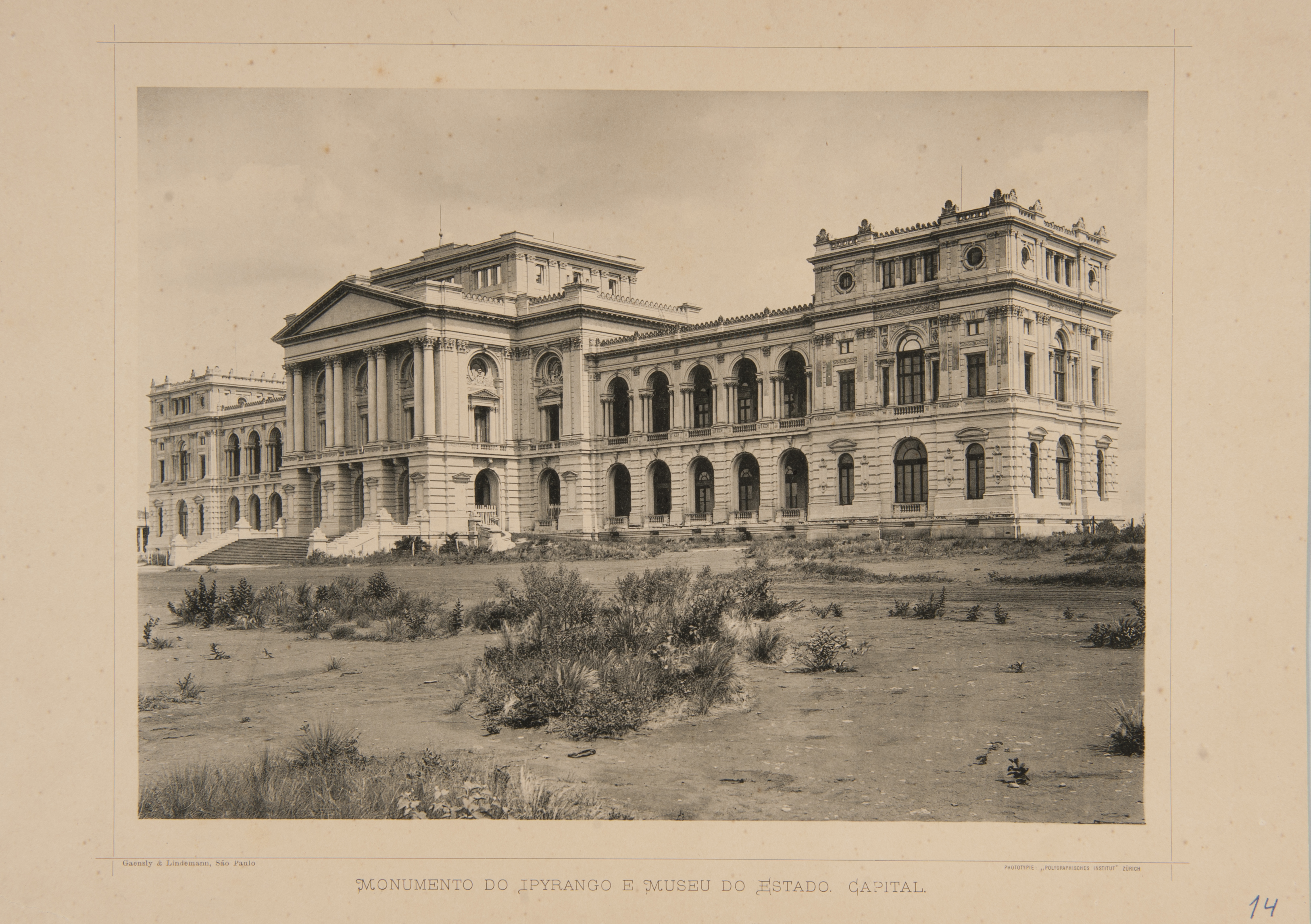
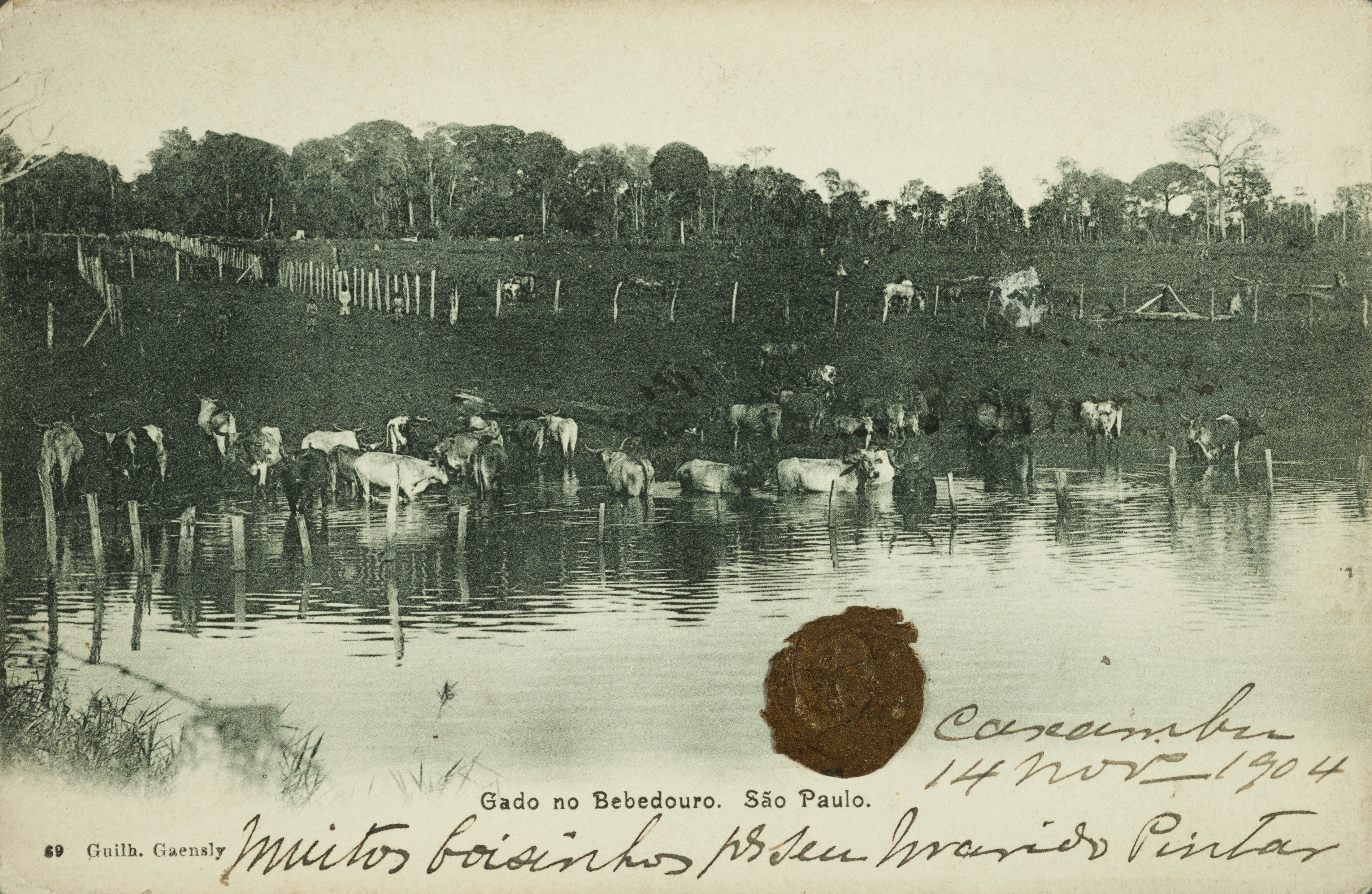
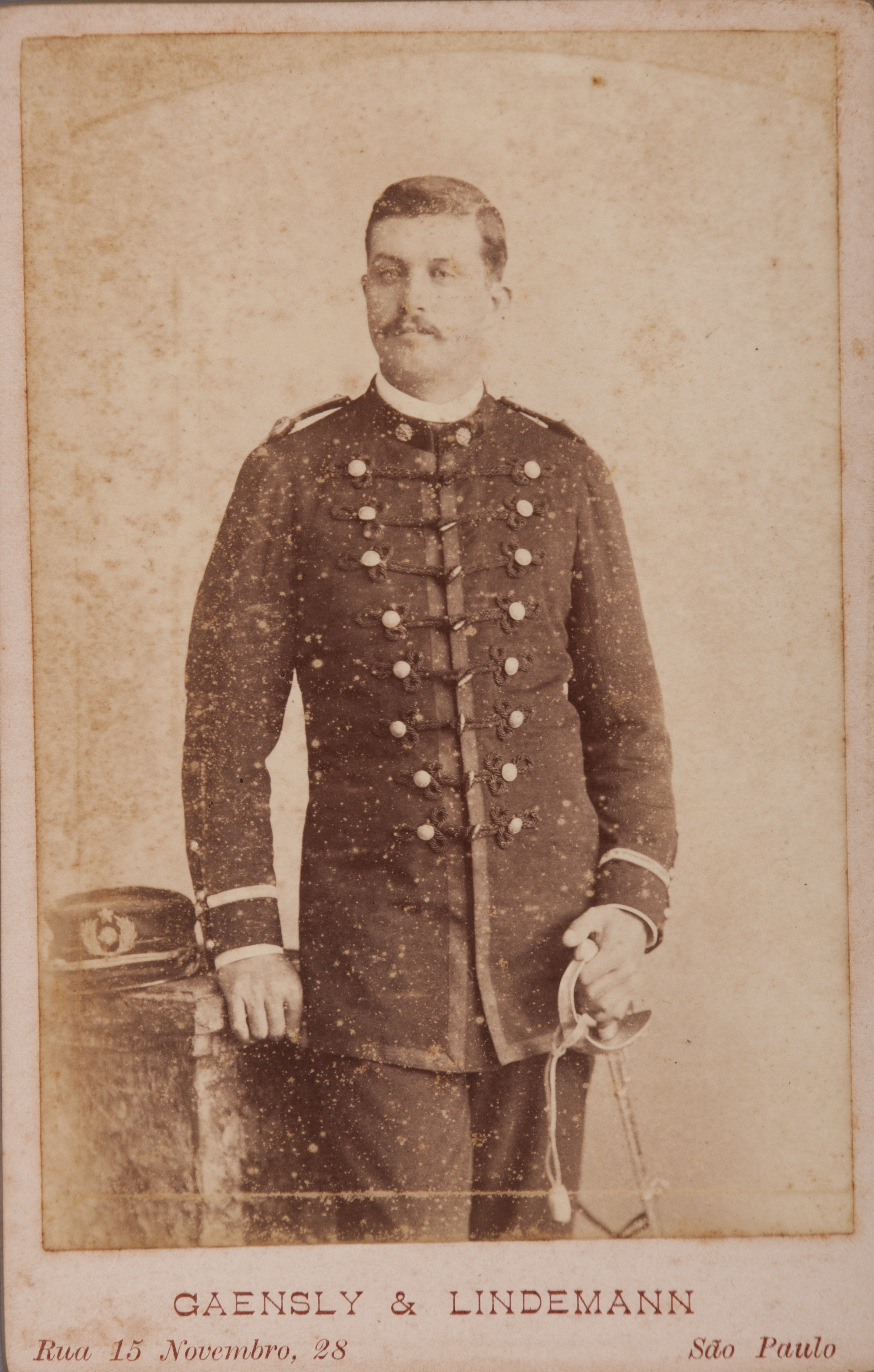
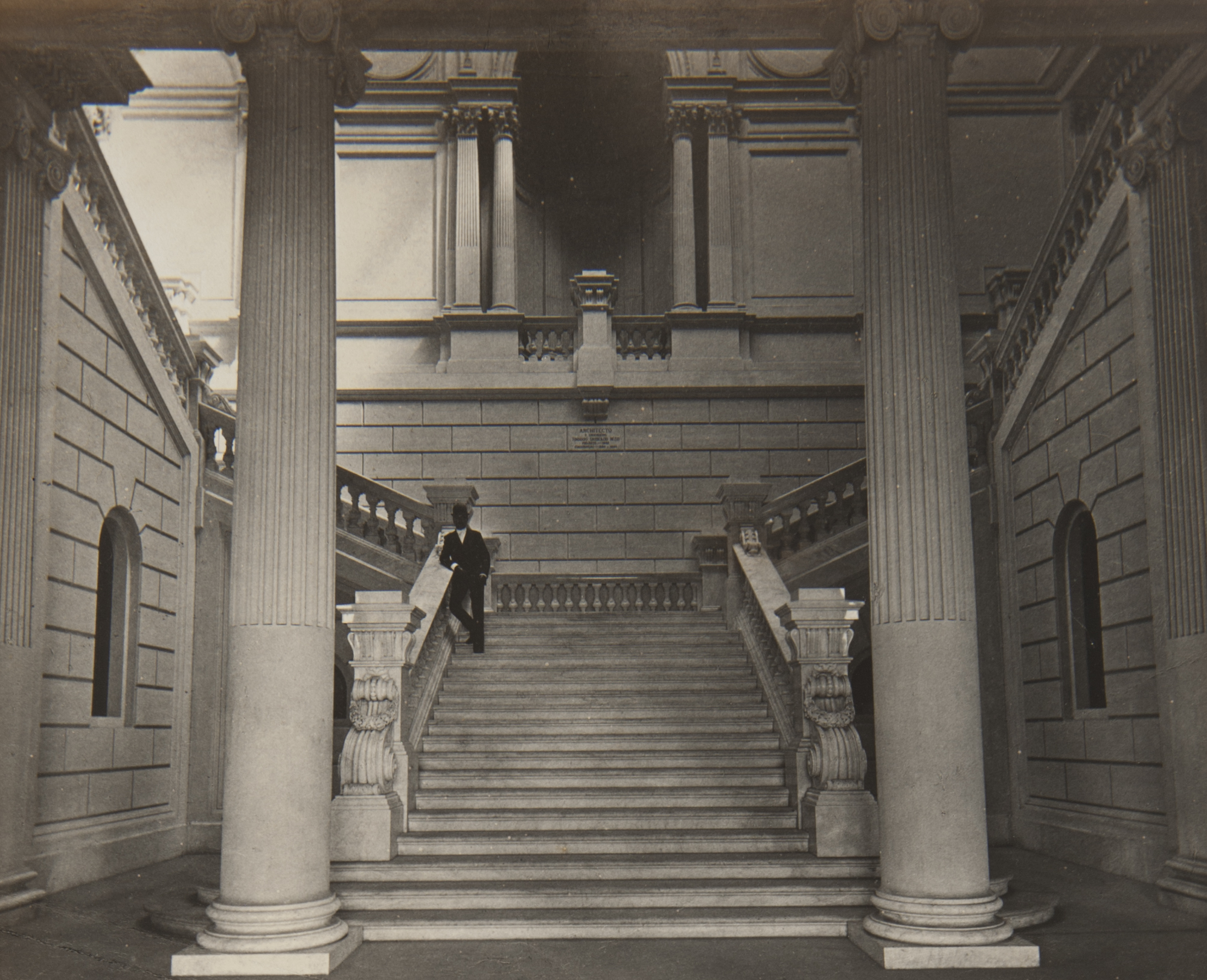
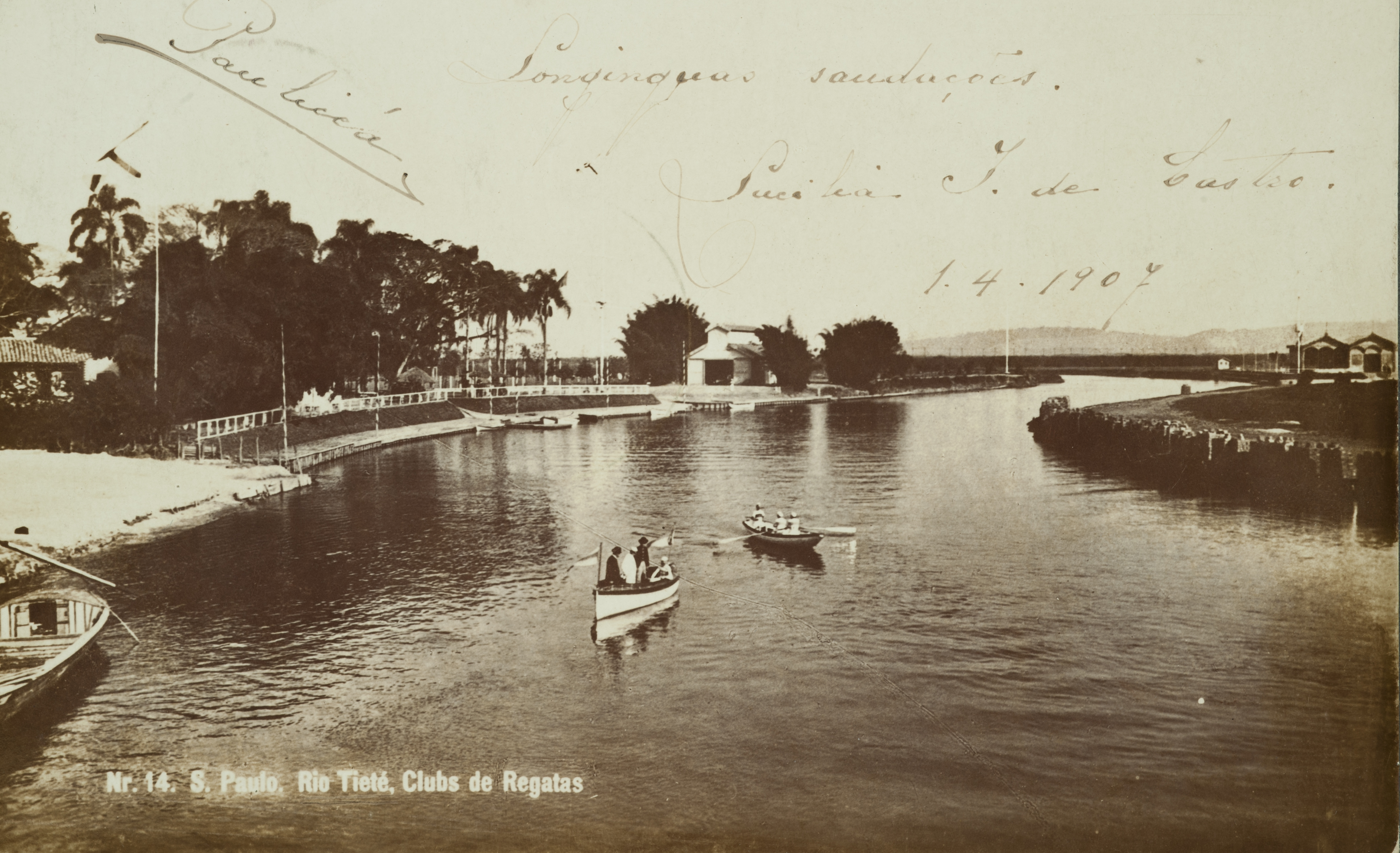
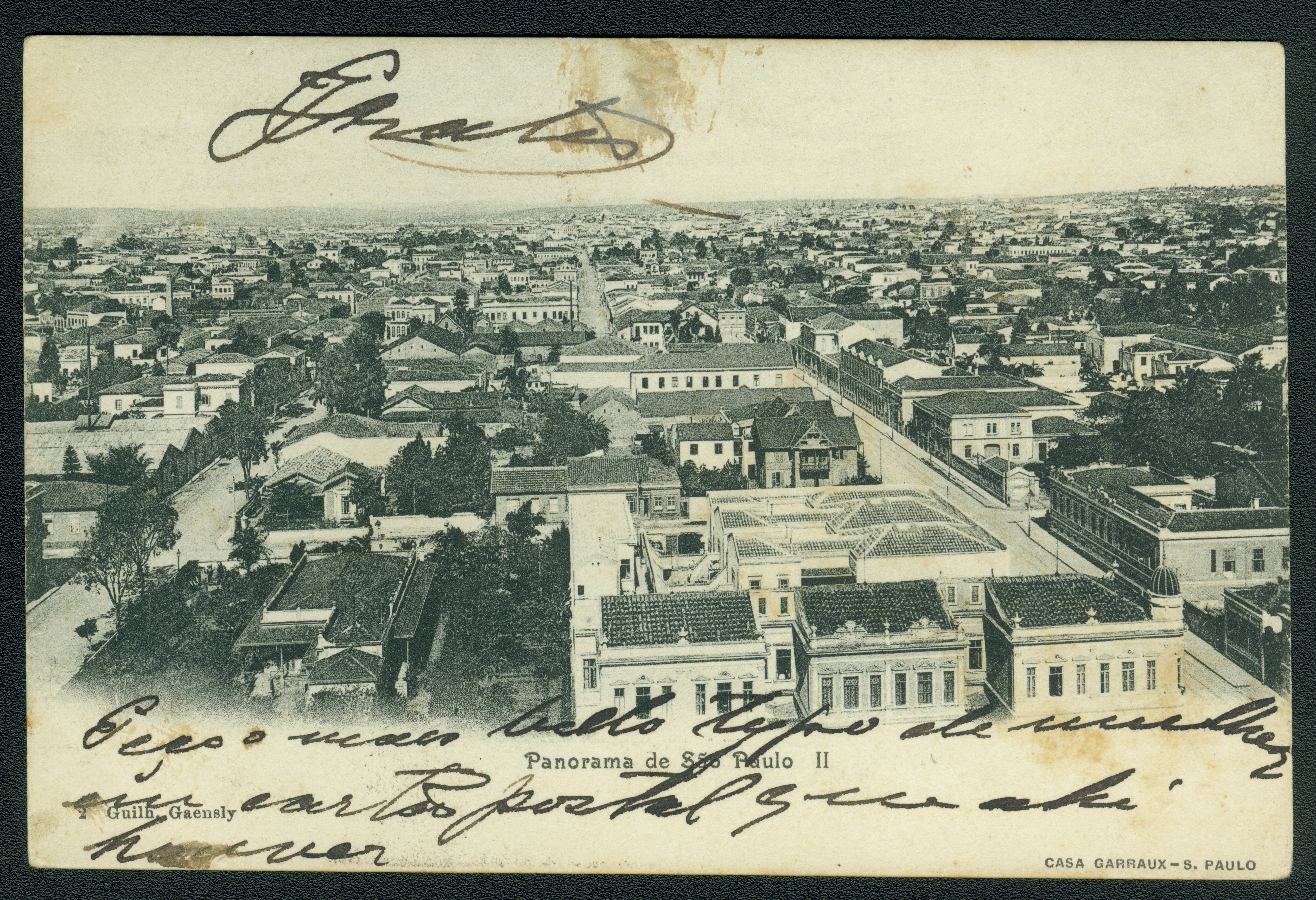
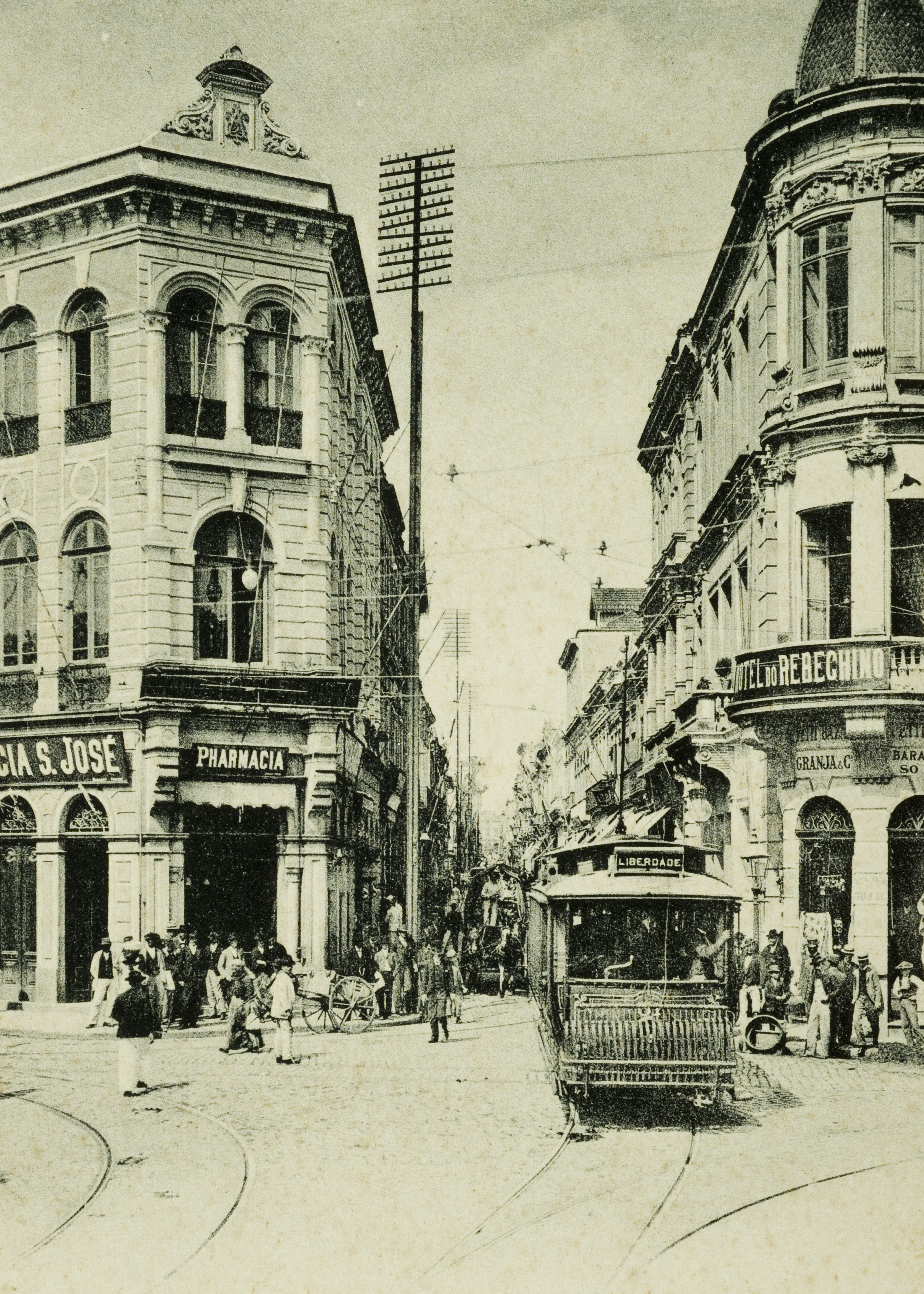